# Gasan Jitō
Gasan Jitō (ur. 1727, zm. 1797; jap. 峨山慈棹) – japoński mistrz zen szkoły rinzai, propagator zenu Hakuina i założyciel najważniejszej linii przekazu szkoły rinzai.

## Życiorys
Pochodził z Ōshū w północno-wschodniej Japonii. Jako młody mężczyzna został uczniem Gessena Zenne (1702–1781) w małym klasztorze Kōken-in w Miharu (obecnie w prefekturze Fukushima, który należał do linii kogetsu. Wkrótce wyruszył na pielgrzymkę w czasie której odwiedził wiele klasztorów i świątyń oraz spotkał wielu mistrzów zen. W wieku 30 lat powrócił do Gessena, który był wtedy w Hōrin-ji w Nagacie w prowincji Musashi (obecnie jest to część prefektury Kanagawa), w pobliżu Edo. Pod kierunkiem Gessena Gasan osiągnął swoje pierwsze oświecenie.
Wtedy po raz pierwszy spotkał mistrza zen Hakuina, który podróżował ze swojej wiejskiej świątyni w Harze we wschodniej Japonii do Edo. Gasan nie był wtedy przychylnie nastawiony do Hakuina i jego ruchu. Mimo wszystko postanowił udać się do Hary, aby zaznajomić się z metodami nauczania Hakuina. Jednak Gessen odradził mu to. Po kilku bezowocnych latach w praktyce Gasana, Hakuin pojawił się znów w Edo w celu wygłoszenia wykładów. Gasan po wysłuchaniu ich poczuł się przyciągnięty przez idee Hakuina i zachęcony do praktyki. Postanowił zostać uczniem Hakuina, jednak mistrz trzykrotnie wyrzucał go z kwatery, gdzie przebywał. Za pierwszym razem Gasan postanowił zaprezentować Hakuinowi swoje zrozumienie Dharmy, jednak po kilku zaledwie słowach Hakuin wybuchnął śmiechem i powiedział: "Jaki szarlatan omamił cię tak bardzo, że czujesz się upoważniony do przyjścia tu i plugawienia powietrza swoim oddechem?" Ostatecznie został przyjęty, jednak Hakuin miał wtedy 81 lat, czyli Gasan był jego uczniem tylko przez trzy lata. Można zatem przypuszczać, że ze względu na stan zdrowia Hakuina, Gasan był zasadniczo uczniem Tōreia Enji (1721–1792).
Niewiele wiadomo o życiu Gasana po śmierci Hakuina. Utrzymywał kontakt ze swoim pierwszym nauczycielem Gessenem, który zmarł w 1781 roku. W jakiś czas potem pojawił się w małym klasztorze Rinshō-in w Edo, gdzie jego wykłady spotkały się z entuzjastycznym przyjęciem. Wziął na siebie ciężar promowania idei Haukina. Otrzymywał wiele propozycji objęcia stanowiska opata w znanych klasztorach, ostatecznie został opatem klasztoru Hakuina Shōin-ji w Harze.
Mistrz zen Gasan Jitō zmarł w 1797 roku w czasie kuracji w słynnych gorących źródłach w Atami.
Jego najsłynniejszymi uczniami byli Inzan Ien (1751–1814) i Takujū Kosen (1760–1833). Zasadnicza większość dzisiejszych linii przekazu rinzai wywodzi się od Inzana Iena, albo od Takujū Kosena

## Linia przekazu Dharmy zen
Pierwsza liczba oznacza liczbę pokoleń od Pierwszego Patriarchy chan w Indiach Mahakaśjapy.
Druga liczba oznacza liczbę pokoleń od Pierwszego Patriarchy chan w Chinach Bodhidharmy.
Trzecia liczba oznacza początek nowej linii przekazu w innym kraju.
- 52/25. Songyuan Chongyue (1139–1209
  - 53/26. Wuming Huixin (bd)
    - 54/27. Lanxi Daolong (1213–1278)

  - 53/26. Yun’an Puyan (1156–1226)
    - 54/27. Xutang Zhiyu (1185–1269)
      - 55/28/1. Nampo Jōmyō (1235–1309) (także Shōmyō; Daiō Kokushi) Japonia. Szkoła rinzai.
        - 56/29/2. Hōō Soichi (1274–1357)
          - 57/30. Daichū Sōshin (bd)
            - 58/31. Gettan Sōkō (1326–1389)

        - 56/29. Shūhō Myōchō (1282–1338) (także Daitō Kokushi)
          - 57/30. Tettō Gikō (1295–1369)
            - 58/31. Gongai Sōchū (1315–1390)
              - 59/32. Kesō Sōdon (1352–1428)
                - 60/33. Ikkyū Sōjun (1394–1481)
                - 60/33. Yōsō Sōi (1379–1458)
                  - 61/34. Shumpo Sōki (1416–1496)
                    - 62/35. Jitsuden Sōshin (1434–1507)
                      - 63/36. Kogaku Sōkō (1465–1548)
                        - 64/37. 
                          - 65/38. Shōrei Sōkin (1489–1568)
                            - 66/39. Kokei Sōchin (1515–1597)
                            - 66/39. Shun’oku Sōen (1529–1611)
                              - 67/40. Kōgetsu Sōgan (1574–1643)
                              - 67/40. Kobori Enshū (bd)

                            - 66/39. Ittō Shōteki (1539–1612)
                              - 67/40. Takuan Sōhō (1573–1645) nie zostawił spadkobierców

          - 57/30. Kanzan Egen (także Muso Daishi) (1277–1360)
            - 58/31. Juō Sōhitsu (1296–1380)
              - 59/32. Muin Sōin (1326–1410)
                - 60/33. Nippo Soshun? (1368–1448) niepewny
                  - 61/34. Sekkō Sōshin (także Tozen) (1408–1486)
                    - 62/35. Tokūho Zenketsu (1419–1506)
                      - 63/36.
                        - 64/37.
                          - 65/38. Daigu Sōchiku (1584–1669)
                          - 65/38. Ungo Kiyō (1583–1659)

                    - 62/35. Tōyō Eichō (1429–1504)
                      - 63/36. Yozan Keiyo (bd) 
                        - 64/37. Gudō Tōshoku (1579–1676)
                          - 65/38. Kengan Zen’etsu (1623–1701)
                            - 66/39. Kogetsu Zenzai (1667–1751)
                              - 67/40. Gessen Zenne (1702–1781)
                                - 68/41. Sengai Gibon (1750–1837)

                          - 65/38. Isshi Monju (1608–1646)
                          - 65/38. Shidō Munan (Bunan) (1603–1676)
                            - 66/39. Dōkyō Etan (także Shōju Rojin) (1642–1721)
                              - 67/40. Hakuin Ekaku (1685–1768)
                                - 68/41/14. Satsu świecka spadkobierczyni Dharmy
                                - 68/41/14. Tōrei Enji (1721–1792)
                                  - 69/42/15. Daikan Monju (1766–1842)

                                - 68/41/14. Gasan Jitō (1726–1797)
                                  - 69/42/15. Inzan Ien (1751–1814)
                                    - 70/43/16. Tōrin Sōju (zm. 1837)
                                      - 71/44/17. Settan Shōboku (1812–1873)

                                    - 70/43/16. Taigen Shigen (1768–1837)
                                      - 71/44/17. Daisetsu Shōen (1797–1855)
                                        - 72/45/18. Dokun Jōshu (1819–1895)

                                      - 71/44/17. Gisan Zenrai (1802–1878)
                                        - 72/45/18. Tekisui Giboku (1822–1899)
                                        - 72/45/18. Ekkei Shuken (1809–1883)
                                        - 72/45/18. Kōsen Sōon (1816–1892)
                                          - 73/46/19. Kōgaku Sōen (1859–1919)
                                            - 74/47/20. Hōgaku Jikō (bd)
                                            - 74/47/20. Senzaki Nyogen (1876–1958)
                                            - 74/47/20. Tetsuō Sōkatsu (1870–1954)
                                              - 75/48/21. Zuigan Sōseki (Gotō Zuigan) (1879–1965)
                                              - 75/48/21. Shigetsu Sōshin (Sasaki Shigetsu) (1882–1945)

                                  - 69/42/15. Takujū Kosen także Daido Enkan (1760–1833) 
                                    - 70/43/16. Sozan Genkyō także Jinki Myoyo (1798–1866)
                                      - 71/44/17. Kasan Zenryo (1824–1893)
                                        - 72/45/18. Sōhan Gempō także Sohan Genho (1848–1922)
                                          - 73/46/19. (Yamamoto) Gempō Giyū (1869–1861)
                                            - 74/47/20. (Nakagawa) Sōen Genju (1907–1984) USA - szkoła ameryk. rinzai
                                              - 75/48/21. Suzuki Sochu (1921–1 stycznia 1990)
                                              - 75/48/21. Maurine Myoon Freedgood (3 marca 1922-26 lutego 1990)
                                              - 75/48/21. Shimano Eidō Tai (ur. 1932)

                                      - 71/44/17. Razan Gemma (1815–1867)
                                        - 72/45/18. Nan’in Zengu (1834–1904)

                                    - 70/43/16. Myōki Sōseki (1774–1848)
                                      - 71/44/17. Karyō Zuika (1790–1859)
                                        - 72/45/18. Tankai Genshō (1811–1898)
                                          - 73/46/19. Dokutan Sōsan (1840–1917)
                                            - 74/47/20. Nanshinken Mukai Koryō (1864–1935)
                                              - 75/48/21. Nakamura Kyōsan Taiyū (1886–1954)
                                                - 76/49/22. Miura Isshū Jitō (1903–1978 nie zostawił spadkobiercy Dharmy